# Coast Guard One
Coast Guard One er flyvekontroltjenestens officielle kaldesignal på  United States Coast Guards fly, der befordrer USA's præsident. Ved udgangen af 2015 var kaldesignalet aldrig blevet benyttet.
Når vicepræsidenten er ombord er kaldesignalet Coast Guard Two. Dette er blevet benyttet én gang, da Joe Biden som vicepræsident den 29. september 2009 overfløj oversvømmede områder ved Atlanta i en Sikorsky MH-60 Jayhawk helikopter.